# モーリタニアン 黒塗りの記録
『モーリタニアン 黒塗りの記録』（モーリタニアン くろぬりのきろく、The Mauritanian）は、2021年のイギリス・アメリカ合衆国の法廷スリラー映画。M・B・トラーヴェン、ローリー・ヘインズ、ソフラブ・ノシルヴァンが脚本を書き、ケヴィン・マクドナルドが監督を務め、ジョディ・フォスター、タハール・ラヒム、シェイリーン・ウッドリー、ベネディクト・カンバーバッチ、ザッカリー・リーヴァイらが出演する。2001年のアメリカ同時多発テロ事件の直後にテロリストとして疑われ、その後、米軍のグアンタナモ基地に収容され続けた実在の人物モハメドゥ・ウルド・スラヒの手記を映画化した作品である。2021年2月12日に米国で公開された。

## ストーリー
アメリカ同時多発テロ事件から2ヶ月後の2001年11月、モーリタニア人のモハメドゥ・ウルド・スラヒ（タハール・ラヒム）はある晩現地警察に連行され、そのまま米国政府に捕らえられた。
2005年2月、ニューメキシコ州アルバカーキの人権派弁護士ナンシー・ホランダー（ジョディ・フォスター）は、スラヒがキューバのグアンタナモ湾収容キャンプでアメリカ軍に拘束され、同時多発テロの容疑者達と深く関与する首謀者の1人として告発されながらも起訴も裁判もされないまま長期間身柄を拘束されていることを知った。ナンシーは部下テリ・ダンカン（シェイリーン・ウッドリー）と共にグアンタナモに飛び、彼の弁護を引き受ける。一方、海兵隊検事のスチュアート・カウチ中佐（ベネディクト・カンバーバッチ）は、サイデル大佐より勾留中のスラヒを起訴することを要請される。カウチ中佐は、友人であった副操縦士が乗っていた飛行機をハイジャックしたテロリストをリクルートしたのはスラヒだと聞かされ、決意を燃やす。
ナンシーは弁護のためスラヒにこれまでの出来事の手記を書くことを依頼し、さらに政府にスラヒの供述調書の開示を要求するも、開示された記録文書は大半が黒塗りで消されており調査活動は難航する。カウチ中佐も収容所で行われた尋問のMFR（Memorandum for the Record）の開示を求めるが、軍からは一向に開示されず起訴に至る確信を掴めないままでいた。
ナンシーはスラヒの手記により、また、カウチ中佐はCIAに勤務する友人ニール（ザッカリー・リーヴァイ）の内密の協力を得てようやくたどり着いたMFRにより、グアンタナモ収容所の看守達がマンデル将軍の命令によりスラヒに対して性的暴行を含む拷問・虐待を繰り返し、彼の母親を逮捕して他の囚人にレイプさせると脅迫することで、自分がテロに関与したとの虚偽の供述を強要させていたことを知る。背後にあるのは9.11テロの容疑者をなんとしても断罪するというアメリカ政府の企みであり、本国から離れたキューバにわざわざ収容所を作ったのは、囚人ではなくむしろ看守を司法から孤立させることでこの作戦を秘密裏に進めるためであった。カウチ中佐はサイデル大佐に対しこの驚くべき陰謀を暴いたこと、そして自らの良心に則りスラヒを起訴することはできないことを伝えた結果、解任されてしまう。
2009年12月、スラヒがアメリカ政府を訴えた裁判が開廷され、スラヒはビデオリンクで法廷に向かい真実を述べた。2010年3月、スラヒは勝訴の知らせを受け取るも政府が控訴したため、実際に釈放されたのは2016年であり、彼は14年間起訴されることなく収容されていた。

## キャスト
- ナンシー・ホランダー（英語版）: ジョディ・フォスター
- モハメドゥ・ウルド・スラヒ（英語版）: タハール・ラヒム
- テリー・ダンカン: シェイリーン・ウッドリー
- スチュアート・カウチ（英語版）中佐: ベネディクト・カンバーバッチ
- ニール・バックランド: ザッカリー・リーヴァイ
- エマヌエル: ドゥニ・メノーシェ

## 製作
この映画は2019年11月に発表された。監督としてケヴィン・マクドナルドが契約をかわし、ベネディクト・カンバーバッチ、ジョディ・フォスター、タハール・ラヒム、シェイリーン・ウッドリーが出演するとされた。撮影は同年12月2日に南アフリカで始まった。12月中に、ザッカリー・リーヴァイが映画のキャストに加わった。
この映画は、無題とされていた前は、もともと『Prisoner 760』というタイトルとされていた。2020年11月、タイトルは『モーリタニアン』であることが明らかになった。

## 公開
この映画は2020年下半期での公開が予定されていた。マクドナルドは2020年7月のインタビューで、COVID-19のパンデミックのため、映画がいつ公開されるか「わからない」と述べた。 2020年8月、STXエンターテインメントがこの映画の米国での配給権を取得した。2019年11月にはアメリカン・フィルム・マーケットで国際配給権を事前販売していたので、STX Internationalが、英国とアイルランドで映画を公開する予定である。2021年2月12日に米国で公開された。

## 作品の評価
Rotten Tomatoesによれば、214件の評論のうち高評価は75%にあたる161件で、平均点は10点満点中6.6点、批評家の一致した見解は「『モーリタニアン 黒塗りの記録』は、他の手にかかれば感情を揺さぶっていたかもしれない実話に対してイライラするほど一般的なアプローチを取っているが、タハール・ラヒムの演技がこのムラのある題材の価値を向上させている。」となっている。
Metacriticによれば、35件の評論のうち、高評価は13件、賛否混在は22件、低評価はなく、平均点は100点満点中53点となっている。